# 是永大輔
是永 大輔（これなが だいすけ、1977年5月10日 - ）は、日本の経営者。過去にアルビレックス新潟代表取締役社長、アルビレックス新潟シンガポールChairman、アルビレックス新潟バルセロナPresidentなどを歴任。シンガポールでは赤字に苦しんでいたアルビレックス新潟シンガポールの社長に就任。親会社に頼らない独立採算へと舵を切り、就任以降黒字経営を続け、売上規模も就任前と比較して50倍に拡大させた。さらに、チーム強化に努めた結果、2016年から2018年まで3シーズン連続でシンガポール国内タイトルの全てで優勝した。また、シンガポール国内での飲食事業やクラブハウスにカジノを併設するなど多角化事業をユニークに展開。その他スペイン、マレーシア、カンボジア、タイ、ミャンマー、香港でもスポーツビジネスを立ち上げた。
株式会社ビッグベン所属。

## 人物
1977年、千葉市に生まれる。小学校から高校まで部活動でサッカーをプレーした。
日本大学芸術学部に在学中は、主に小劇場で舞台活動を行った。
日本大学芸術学部卒業年の2002年に「日本で開催する最後のワールドカップになるかもしれないのでサッカーの仕事がしたい」と、サッカー事業を展開していたIT企業にアルバイトで入社。その後、携帯電話サッカーサイトの編集長を務め、長期にわたる海外取材を行った結果、日本屈指の会員数を集めることになる。また、ジャーナリストとしてスポーツ新聞をはじめとした他媒体にも積極的に寄稿・連載。CDや雑誌も発行。2005年以降に日本国内で、FCバルセロナ、マンチェスター・ユナイテッドFC、リバプールFCと立て続けにクラブ公式の携帯電話サイトを立ち上げた。
2008年　Sリーグに所属するアルビレックス新潟シンガポール代表取締役に就任。
2009年　シンガポールサッカー協会理事に就任。
2011年　東日本大震災チャリティマッチを中田英寿が代表理事を務めるTake Action Foundationとシンガポールで開催。9月にはカジノを付設したクラブハウスをオープン。
ジョホールバル（マレーシア）にてサッカースクールを開校。また、7月にはアルビレックス新潟バルセロナがカタルーニャ州4部リーグに参戦開始。また、アルビレックス新潟シンガポールのリーグ戦ホームゲーム入場者1人につきSGD1をホームタウンの自治体Yuhuaに寄付する活動を開始。
2014年1月、カンボジア1部リーグに参戦するアルビレックス新潟プノンペンFCが始動（2015年3月に休止を発表）。また、シラチャー、バンコク（タイ）にてサッカースクールを開校したが、2015年9月に休止している。さらに9月には、ヤンゴン（ミャンマー）にてサッカースクールを開校。ホームタウン自治体と共同でYuhua Albirex Football Academy（YAFA）を開校。
2016年1月、ジョホールバルにてチアダンススクールを開校。9月には東京ニュービジネス協議会『国際アントレプレナー賞』優秀賞を受賞。。12月にはアルビレックス新潟の取締役に就任した。
2018年2月、シンガポールにてヘルスケア・ウェルネス事業を展開するWellnessy PTE LTDを立ち上げる。7月、アルビレックス新潟シンガポール渋谷支店を設立。9月、アルビレックス新潟の専務取締役に就任。
2019年、アルビレックス新潟の代表取締役社長に就任。在任中はサイリウムを利用したプラネタスワン、MVP選手の特別プリントユニフォームを期間限定販売する神ユニ、巨大ふわふわのキングアルビくんなど、サポーターを楽しませる演出を多数試みた。また、それまで新潟市のみだったホームタウンを新潟県へと拡大した。
競技面では、選手や指導者に選ばれるクラブを目指し、プレースタイルで他クラブとの差別化を図った。FCバルセロナでダイレクターを努めていたアルベル・プッチ・オルトネダをトップチームの監督に招聘し、ポゼッションスタイルを構築した。また、メソッド部門を設立することで、育成組織の改革にも着手した。
2020年11月、アルビレックス新潟の代表取締役社長を辞任。当時新潟に所属していた選手が、酒気帯び運転容疑で任意捜査を受けていたにも関わらずその事実を公表せず、クラブが試合に出場させていた判断を問題視・批判する声が上がっており、是永本人が辞任すると申し出たという。

## 著書
- 『ジャイアントキリングを起こす19の方法』（東邦出版）ISBN 978-4809409097（2010.12刊）
- 『バルセロナを極める11の視点 サッカー史上最強のクラブを再考するアンソロジー』（朝日新聞出版）ISBN 978-4021902321（2013.05刊）
- 『新たなスポーツビジネスモデルを考える : 同志社大学スポーツマネジメントプロジェクト講演録』（杏林書院）ISBN 978-4764415911（2017.3刊）
- 『プロスポーツビジネス　私たちの成功事例』（東邦出版）ISBN 978-4809414886（2017.4刊）
- 『つぶやかずにはいられない。アルビレックス新潟社長戦記』（朝日新聞出版）ISBN 978-4023318564（2020.4刊）
- 『The Land of the Rising Sun and the Lion City: The Story of Japan and Singapore』（Straits Times Press）（2025.5刊）